# Ommatius integerrimus
Ommatius integerrimus là một loài ruồi trong họ Asilidae. Ommatius integerrimus được Scarbrough miêu tả năm 1990. Loài này phân bố ở vùng Tân nhiệt đới.